# Asii
 (janvier 2014).

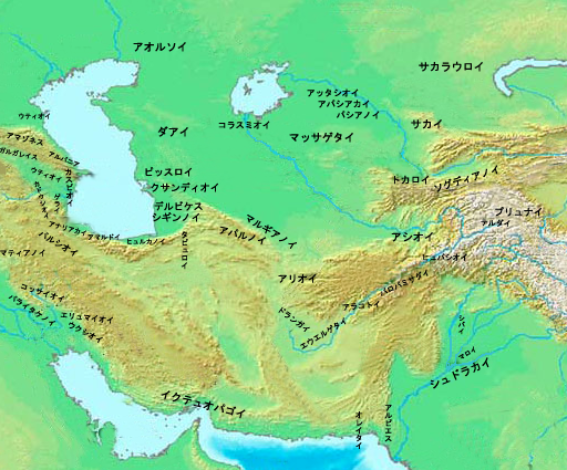
Races en Asie centrale au IIe siècle

Les Asii, ou Asioi, était l'une des tribus indo-européennes responsables, selon des sources grecques et romaines, de la chute de la Bactriane aux environs de l'an 140 av. J.-C.. Ces tribus sont généralement identifiées comme membres des Scythes, des Sakas ou des Tokhariens.

## Histoire
Les sources liées aux Asii sont limitées. Les trois principales encore accessibles de nos jours sont celles de Strabon, de Trogue Pompée et de Marcus Junianus Justinus (Justin). Ces dernières sont mentionnées dans divers manuscrits anciens dont la traduction et l'interprétation varient passablement.

### Trogue Pompée
Dans l'Historiae Philppicae de Trogue Pompée, dont seuls les « prologues » ont été récupérés, ce dernier mentionne l'existence de trois tribus impliquées dans la conquête de la Bactriane : les Asiani, les Sacaraucae (Sakas) et les Tokhariens, menant à la disparition des Sacaraucae. Il souligne qu'à un certain moment, les Asiani sont devenus les dirigeants des Tokhariens, bien que les écrits sont parfois traduits en « les rois asiatiques des Tockhariens »
Justin a écrit un épitomé de l'histoire de Trogue Pompée. « L'histoire des Bactrians parle d'abord du royaume du roi Diodotos. Par la suite, la Bactrie et le pays des Sogdiens sont dirigés par des membres des tribus scythes — les Saraucae et les Asiani —,,, ».

### Strabon
Dans la Géographie, complétée en 23 ap. J.-C., Strabon mentionne quatre tribus : Les Asioi (l'équivalent latin généralement accepté de « Asii »), les Pasianoi, les Tokhariens et les Sakaraukai. « Mais les nomades les plus connus sont ceux qui ont pris Bactrane aux Grecs ; les Asioi et les Pasianoi, ainsi que les Tokhariens et les Sakaraukai, qui, à l'origine, sont arrivés de l'autre côté du Syr-Daria,,,. »
En 1725, J. F. Vaillant suggère que la phrase ΑΣΙΟI KAI ΠΑΣΙΑΝΟI ([les] Asioi et Pasianoi) soit plutôt traduite par ACΙΟΙ H ACΙΑΝΟ ([les] Asioi ou Asianoi). Il souligne que dans ses Prologues (XLI), Trogue parle du peuple « Scythien » des Asiani, qui peuvent être associés aux Asioi de Strabon. « L'histoire de ce manuscrit a été comprise seulement depuis les études consacrée à W. Aly, copiées à Byzance à la fin du Ve siècle...
Tous les manuscrits subséquents avec Π ainsi que toutes les citations directes des temps médiévaux découlent d'un seul exemplaire de Géographie portant le titre de Γεωγραφικά,. »